# Gräfte
Gräfte var ett naturreservat i Sundsvalls kommun i Västernorrlands län. Reservatet upphörde i december 2023
Området var naturskyddat från 1977 och var 1 hektar stort. Reservatet bestodr av ett fuktigt ängsparti där blårapunkel växer.